# Alej na Záběhlé
Alej na Záběhlé je smíšené stromořadí listnatých památných stromů rostoucích podél silnice spojující zaniklé brdské obce Přední Záběhlá a Padrť. Jádrem aleje jsou stomy staré cca 200 Let, další byly dosazovány. Alej je cca 800 dlouhá a tvoří 106 listnatých stromů, zdravotní stav části stromů není dobrý a proto nebyly vyhlášeny jako památné. Pouze 76 z nich bylo prohlášeno za památné: 2 duby letní (Quercus robur), 4 javory mléče (Acer platanoides), 40 javorů klenů (Acer pseudoplatanus), 8 jasanů ztepilých (Fraxinus excelsior), 4 třešně ptačí (Cerasus avium (L.) Moench), 1 olše lepkavá (Alnus glutinosa (L.) Gaertn.), 1 lípa malolistá (Tilia cordata Mill.) a 16 jírovců maďálů (Aesculus hippocastanum L.).
V letech 2019 a 2020 byla celá alej ošetřena, byly provedeny řezy dle potřeby u jednotlivých stromů - zdravotní, bezpečnostní, stabilizační, redukční a instalovány vazby.
V roce 2019 byla alej nominována na Alej roku.
Alej je významná svým stářím a zachovalostí a jako krajinná dominanta, byla vyhlášena za památnou 16. února 2021.

## Stromy v okolí
- Dub na Záběhlé 1 – dvoják
- Dub na Záběhlé 2